# Championnats d'Espagne de course en montagne
Les championnats d'Espagne de course en montagne sont organisés tous les ans par la Fédération espagnole de sports de montagne et d'escalade (FEDME) et désignent les champions d'Espagne de la catégorie.

## Règlementation
Le parcours de l'épreuve doit consister en une distance minimale de 21 kilomètres. Pour un parcours de moins de 34 kilomètres, le dénivelé positif cumulé doit être d'au moins 1 200 mètres. Pour un parcours de plus de 34 kilomètres, il doit être d'au moins 1 500 mètres. Les épreuves sont généralement typées skyrunning mais le parcours ne doit pas dépasser le 2e degré de difficulté d'escalade et ne doit pas avoir une pente supérieure à 50 %.

## Histoire
En 2002, la Fédération espagnole de sports de montagne et d'escalade (FEDME) révise son règlement de course en montagne et décide d'organiser des championnats d'Espagne de course en montagne. La première édition a lieu dans le cadre du très technique Maratón Alpino Madrileño. Esteve Canal et Teresa Forn sont les premiers titrés.
En 2004, la Fédération royale espagnole d'athlétisme (RFEA) organise ses premiers championnats d'Espagne de course en montagne. Ces championnats créent un conflit avec la FEDME quant à la dénomination des épreuves. La FEDME organise des courses longues et techniques typées skyrunning (la FEDME est affiliée à la Fédération internationale de skyrunning) tandis que la RFEA organise des courses en montagne classiques et plus courtes (la RFEA est affiliée à World Athletics). Pour se distinguer la FEDME adopte le nom de carreras por montaña (CxM) et la RFEA, carreras de montaña (CdM).
L'édition 2020 est annulée en raison de la pandémie de Covid-19.

## Palmarès
| Édition | Date           | Lieu                                                      | Gagnant                                                   | Gagnante                                                  |
| ------- | -------------- | --------------------------------------------------------- | --------------------------------------------------------- | --------------------------------------------------------- |
| 1re     | 16 juin 2002   | Cercedilla                                                | Esteve Canal Ferrés                                       | Teresa Forn                                               |
| 2e      | 10 mai 2003    | Castellón de la Plana                                     | Fernando García                                           | Ester Hernández Casahuga                                  |
| 3e      | 20 juin 2004   | Girona                                                    | Fernando García                                           | Yolanda Santiuste                                         |
| 4e      | 12 juin 2005   | Cercedilla                                                | Fernando García                                           | Ana Isabel Estévez                                        |
| 5e      | 18 juin 2006   | Puyada a Oturia                                           | Raúl García Castán                                        | Ester Hernández Casahuga                                  |
| 6e      | 3 juin 2007    | Puyada a Oturia                                           | Raúl García Castán                                        | Maribel Martínez Rentero                                  |
| 7e      | 15 juin 2008   | Penyeta Roja                                              | Raúl García Castán                                        | Mónica Ardid Ubed                                         |
| 8e      | 16 juin 2009   | Alfondeguilla                                             | Raúl García Castán                                        | Oihana Kortazar                                           |
| 9e      | 30 mai 2010    | Puyada a Oturia                                           | Raúl García Castán                                        | Blanca María Serrano                                      |
| 10e     | 3 juillet 2011 | Vilaller                                                  | Luis Alberto Hernando                                     | Oihana Kortazar                                           |
| 11e     | 6 mai 2012     | Parada de Sil                                             | Iván Ortiz Carrión                                        | Oihana Kortazar                                           |
| 12e     | 30 juin 2013   | Vilaller                                                  | Alfredo Gil Garcia                                        | Núria Picas                                               |
| 13e     | 1er juin 2014  | Isaba                                                     | Manuel Merillas                                           | Laia Andreu                                               |
| 14e     | 26 avril 2015  | Alhaurin El Grande                                        | Pere Rullán                                               | Maite Maiora                                              |
| 15e     | 12 juin 2016   | Cedrillas                                                 | Manuel Merillas                                           | Azara García                                              |
| 16e     | 25 juin 2017   | Zumaia                                                    | Dani Garcia Gomez                                         | Eli Gordón                                                |
| 17e     | 10 juin 2018   | Borriol                                                   | Aritz Egea                                                | Sandra Sevillano Guerra                                   |
| 18e     | 12 mai 2019    | Otañes                                                    | Oier Ariznabarreta Aguirre                                | Ainhoa Sanz Rodríguez                                     |
| -       | 2020           | Championnats annulés en raison de la pandémie de Covid-19 | Championnats annulés en raison de la pandémie de Covid-19 | Championnats annulés en raison de la pandémie de Covid-19 |
| 19e     | 2 mai 2021     | Albanchez de Mágina                                       | Manuel Merillas                                           | Oihana Kortazar                                           |
| 20e     | 24 avril 2022  | Viveiro                                                   | Juanjo Somohano                                           | Patricia Pineda                                           |
| 21e     | 16 avril 2023  | Rute                                                      | Dimas Pereira                                             | Oihana Kortazar                                           |
| 22e     | 5 mai 2024     | Paüls                                                     | Dimas Pereira                                             | Greta García Morán                                        |
| 23e     | 18 mai 2025    | Chandrexa de Queixa                                       | Jaime Romo Santamaría                                     | Leire Fernández Abete                                     |